# Една Г'юз
Една Г'юз (англ. Edna Hughes, 1 серпня 1916 — 17 листопада 1990) — британська плавчиня.
Призерка Олімпійських Ігор 1932 року, учасниця 1936 року.
Призерка Чемпіонату Європи з водних видів спорту 1934 року.
Призерка Ігор Співдружності 1934, 1938 років.